# Hesham Qandil

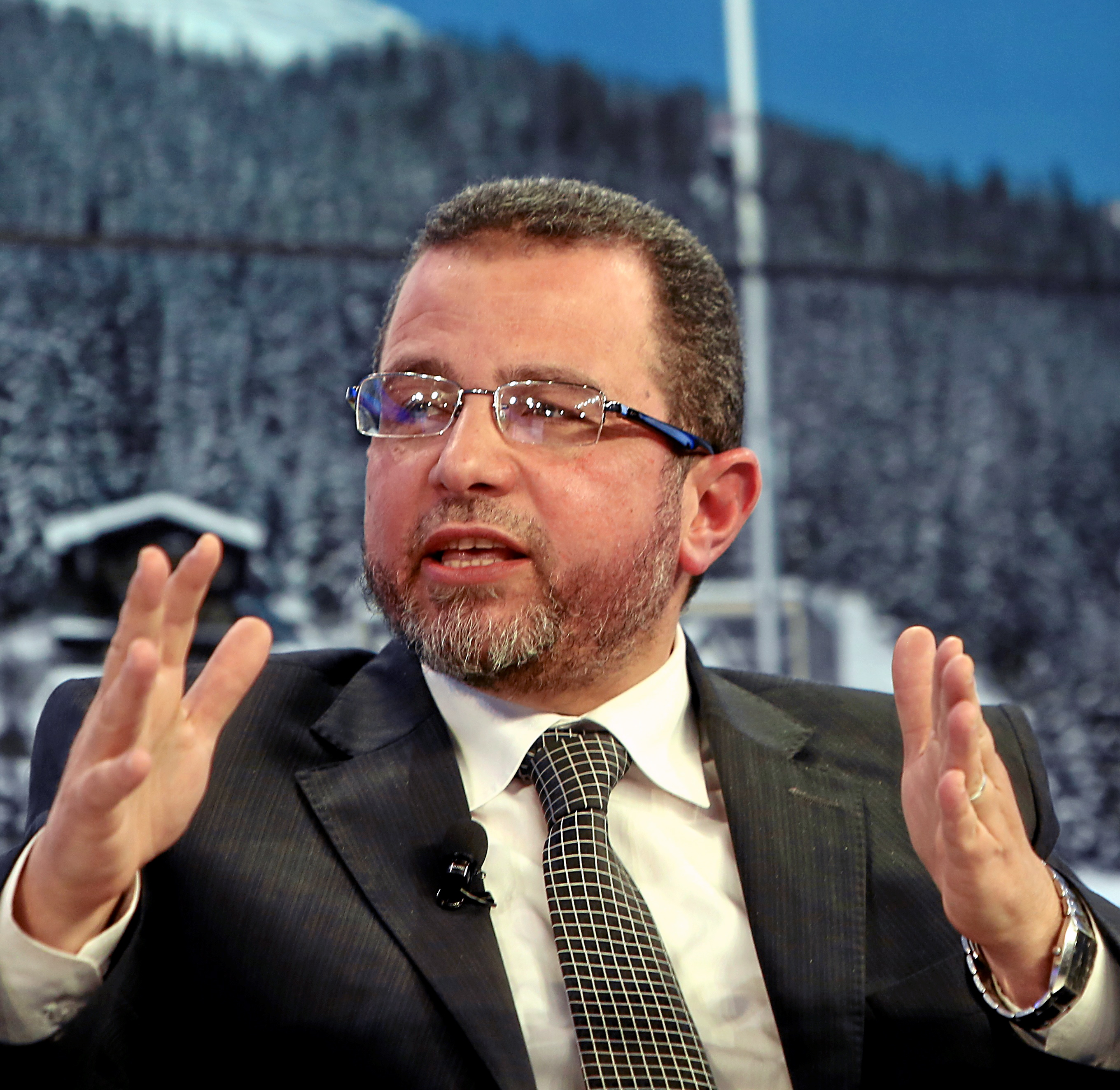
Hesham Mohamed Qandil

Hesham Qandil (sinh ngày 11 tháng 9 năm 1960) là một chính khách người Ai Cập. Ông đã đảm nhiệm chức thủ tướng Ai Cập giai đoạn 2012-2013. Qandil được tổng thống Mohamed Morsi bổ nhiệm làm Thủ tướng vào ngày 24 tháng 7 năm 2012. Trước đó Qandil từng là Bộ trưởng Bộ Thủy lợi từ năm 2011 đến năm 2012. Reuters báo cáo rằng Qandil là một công chức cao cấp độc lập chính trị trong chính quyền Morsi, nhưng không được coi là ứng cử viên tiềm năng cho vị trí thủ tướng. Qandil là thủ tướng trẻ nhất của Ai Cập kể từ vụ bổ nhiệm của Gamal Abdel Nasser năm 1954. Khi Morsi bị lật đổ trong một cuộc đảo chính vào tháng 7 năm 2013, Qandil sau khi tiếp tục giữ vai trò thủ tướng cho đến khi thành lập một chính phủ mới, đã từ chức chức vụ ngày 8 tháng 7 năm 2013 để phản đối việc đổ máu sau đó khi 51 người biểu tình đã bị giết bởi quân đội tại trụ sở của Tổng thống Cộng hòa. Ông bị bắt vào ngày 24 tháng 12 năm 2013 và được thả ra bảy tháng sau vào ngày 15 tháng 7 năm 2014 sau khi ông bị tòa án Cassation bác bỏ, chấp nhận kháng cáo của ông và hủy bỏ bản án một năm chống lại ông